# Angolagryllus
Angolagryllus is een geslacht van rechtvleugeligen uit de familie krekels (Gryllidae). De wetenschappelijke naam van dit geslacht is voor het eerst geldig gepubliceerd in 1994 door Otte.

## Soorten
Het geslacht Angolagryllus  is monotypisch en omvat slechts de volgende soort:
- Angolagryllus macrocephala (Otte, 1987)